# الدين في الكاميرون

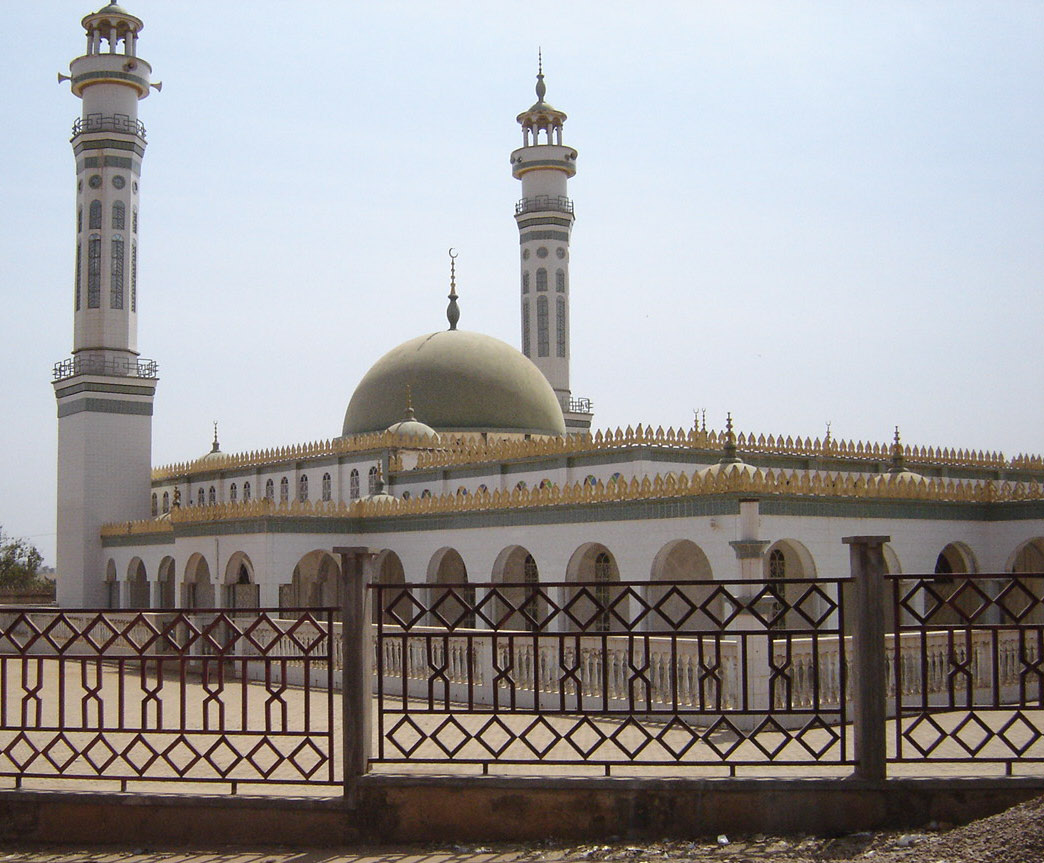
مسجد في نواجنديري

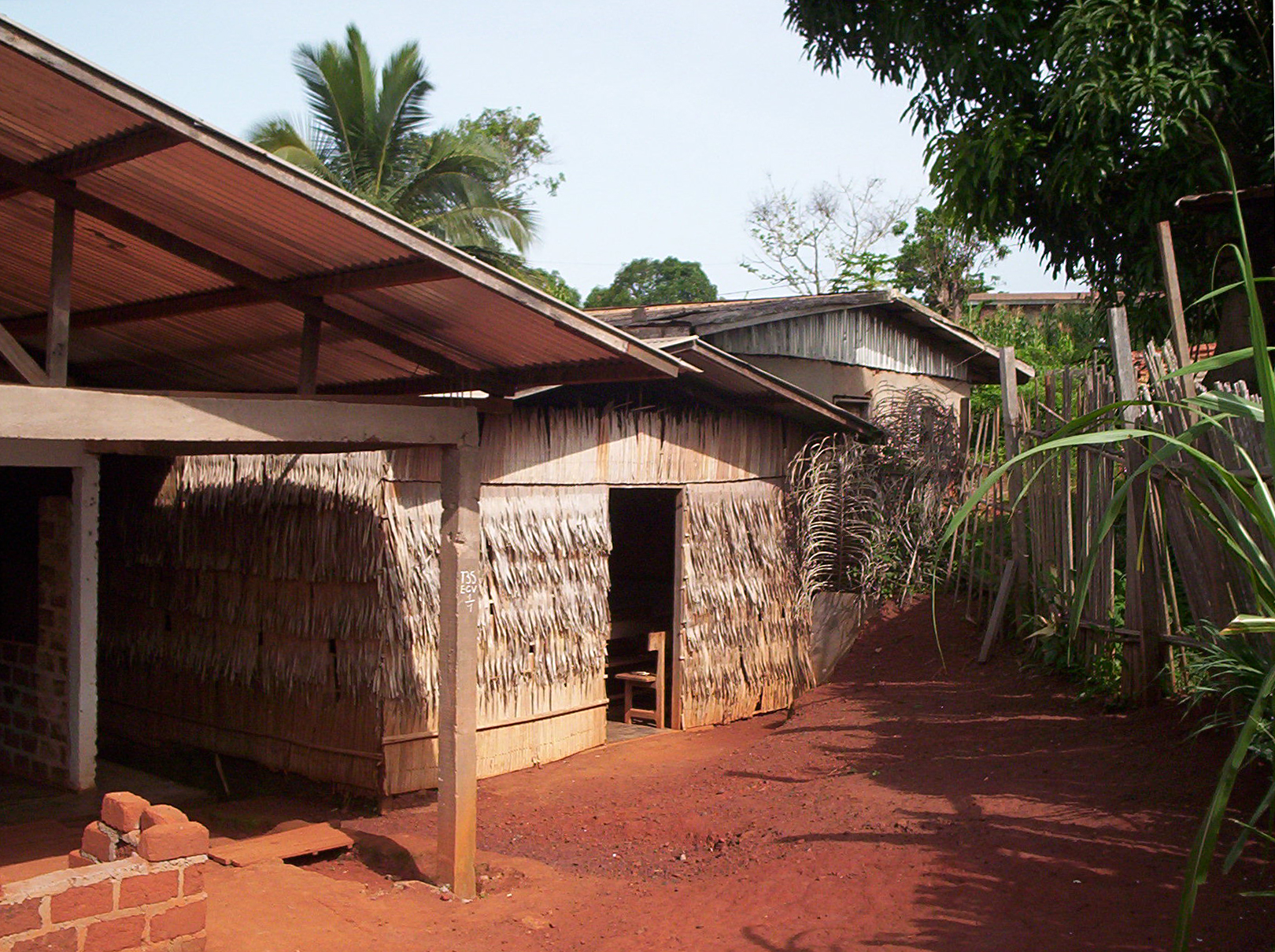
كنيسة في أبونغ مبانغ

تعمل كلا من المراكز الإسلامية والكنائس المسيحية المنتشرة في أنحاء الكاميرون بحرية تامة. فحوالي 40 بالمئة من السكان هم مسيحيون، 20% من السكان مسلمون، بينما ال40% الباقي هم من أتباع المعتقدات الدينية التقليدية الأفريقية. ويمكن تقسيم أتباع الديانة المسيحية بالتساوي مابين الكاثوليك والبروتستانت.
يتركز المسيحيون في المقاطعات الجنوبية والغربية، بينما يقيم المسلمون بمجموعات كبيرة في كل مقاطعة. ويهاجر العديد من أهل الريف إلى المدن الكبرى بشكل قوي. لذا فتلك المدن الكبيرة يتواجد بها كلا من أتباع الديانتين بشكل قوي، فتجد المساجد والكنائس متجاورة لبعضها البعض. فيتواجد البروتستانت بكثرة في المقاطعتين الناطقتين بالإنجليزية بالمنطقة الغربية، بينما يتواجد الكاثوليك بكثرة في المقاطعات الناطقة بالفرنسية في مناطق الجنوب وغرب البلاد. أما المناطق الشمالية حيث السكان المحليون من عرقية الفولاني فغالبيتهم مسلمون. لكن والسكان بشكل عام هم مختلطون بالتساوي مابين المسلمون والمسيحيون والوثنيون، كل يعيش في مجتمعه الخاص. وأغلب عرقية باموم المتواجدون في المقاطعة الغربية هم مسلمون. أما أتباع الديانات الوثنية الأفريقية فيقطنون في المناطق الريفية المنتشرة في أنحاء البلد، لكنها لا يمارسون طقوسهم في المدن إلا نادرا لأن تلك الجماعات الدينية هي في جوهرها ذات طابع محلي. وتنتشر أيضا الجماعات التبشيرية في أنحاء البلد.
وهناك أيضا 40,000 من أتباع العقيدة البهائية في البلاد. ففي سنة 2001 سجلت الجمعية الروحية الوطنية البهائية عند حكومة الكاميرون كإحدي الديانات غير المسيحية.
يمكن الدستور من حرية المعتقد في الكاميرون، وتحترم الحكومة الحق في ممارستها. ويتميز الكاميرون بوجه عام بدرجة عالية من التسامح الديني.